# Aristeu (mitologia)
Segons la mitologia grega, Aristeu (grec antic: Αρισταῖος, llatí: Aristaeus) va ser un fill de la nimfa Cirene, filla d'Hipseu, rei dels làpites.
Un dia que Cirene estava caçant a Tempe, una vall del Pèlion, Apol·lo la va veure i la va raptar amb el seu carro d'or. La va portar a Líbia, on ella li va donar un fill, Aristeu. Una tradició diu que quan va néixer, Apol·lo el confià a la seva besàvia Gea i a les Hores (les Estacions). Segons una altra tradició, Aristeu va ser raptat pel centaure Quiró, que el va educar, i després les muses li van ensenyar l'art de la medicina i l'endevinació. Li van confiar el pasturatge dels seus ramats d'ovelles, que custodiava per les planes de Ftia, a Tessàlia. Les nimfes li van ensenyar també l'art de transformar els làctics, l'apicultura i el cultiu de la vinya. Ell, al seu torn, ho hauria ensenyat als homes.
Es va casar amb la filla de Cadme, Autònoe, que li va donar un fill, Actèon. També se li atribueixen una sèrie d'invents relacionats amb la caça, sobretot les xarxes i els fossats. Va ensenyar l'art de la caça al seu fill Actèon, que va morir precisament en una partida de caça.
Virgili diu que un dia, Aristeu va perseguir Eurídice, l'esposa d'Orfeu, per la vora d'un riu. Durant la fugida, una serp va picar Eurídice, que va morir. Aquesta mort va provocar la ira dels déus contra Aristeu, que el van castigar enviant una epidèmia a les seves abelles. Aristeu va demanar l'ajuda de la seva mare, la nimfa Cirene, que vivia sota les aigües del riu Peneu, en un palau de vidre. La seva mare va explicar-li que només el déu marí Proteu li sabria explicar la causa de la desgràcia. Aristeu va anar a interrogar Proteu, i el va trobar reposant sobre una roca, entre un ramat de foques que vigilava per Posidó. Veient que dormia, encadenà Proteu a les roques i el va obligar a respondre, ja que el déu defugia els interrogatoris. Va revelar a Aristeu que els déus el castigaven per la mort d'Eurídice i li va explicar com podria aconseguir eixams nous.
També es diu que Aristeu va participar amb Dionís a la conquesta de l'Índia, comandant un exèrcit arcadi. Més endavant, durant una pesta que assolava les illes Cíclades en l'estació més calorosa de l'any, els seus habitants van demanar a Aristeu un remei contra aquella epidèmia. Amb permís del seu pare Apol·lo, Aristeu va socórrer aquells desafortunats i es va establir a Ceos. Va elevar un altar a Zeus i cada dia, des de dalt de les muntanyes, oferia sacrificis a Sírius, l'estel que apareix en els períodes de més calor, i a Zeus. El déu, mogut per les pregàries, va enviar els vents etesis que van refrescar l'atmosfera i es van endur l'aire pestilent. Des de llavors, cada any s'aixeca aquest vent en l'estació més calorosa, i porta frescor a l'aire de les illes.
Va ser considerat una divinitat i adorat a diverses parts de Grècia: a Tessàlia, a l'illa de Cos, a Beòcia, a les illes de la mar Egea, a Jònia i a les illes de la mar Adriàtica. També a Arcàdia, on hauria introduït la cria d'abelles, i a Líbia, on segons es deia hi havia anat seguint la seva mare, i on havia plantat la meravellosa planta anomenada silphium, de la qual se n'extreia una medicina i una espècia.